# Józef Marek (Bischof)

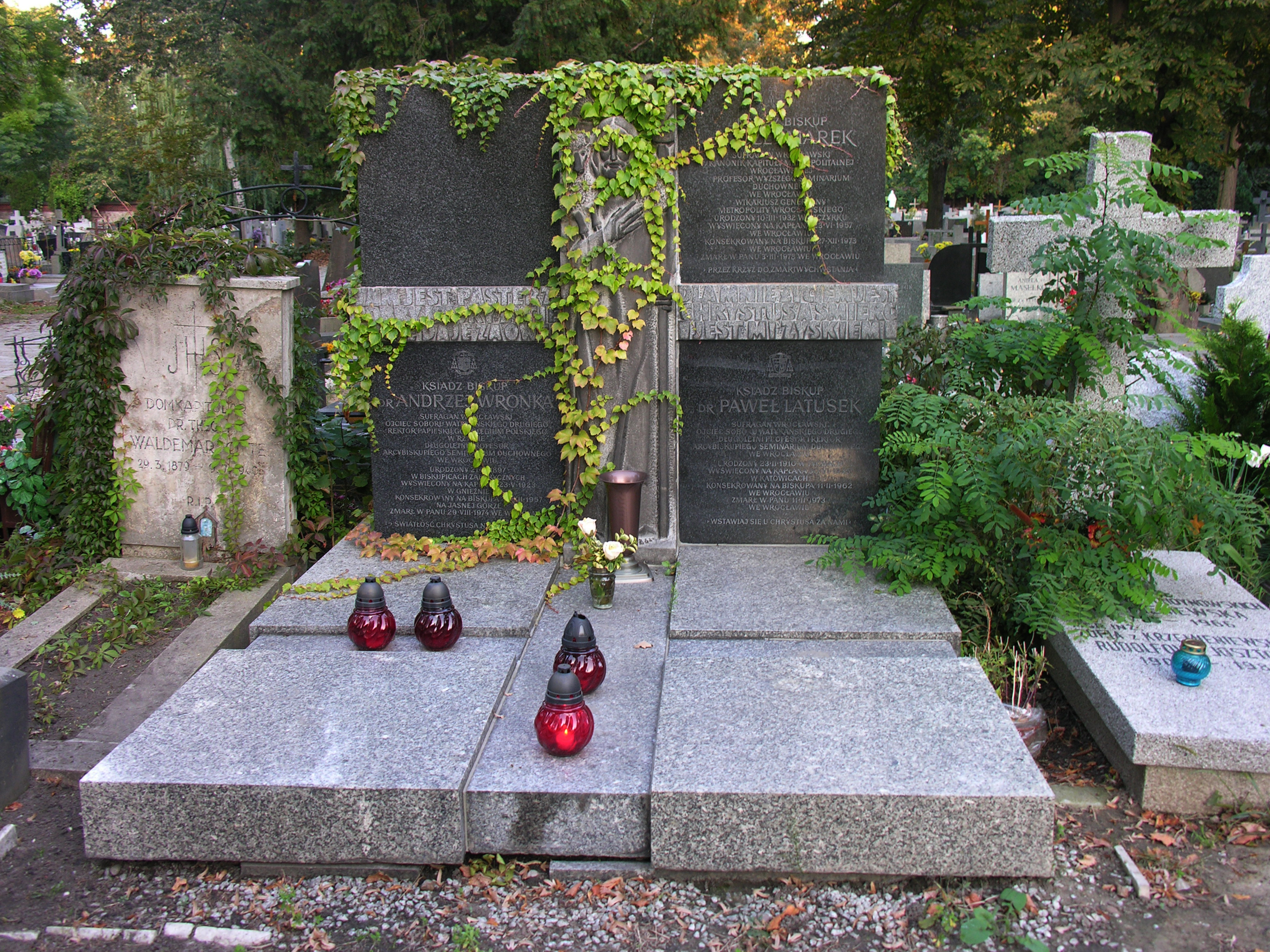
Grab von Józef Marek auf dem Breslauer St.-Lorenz-Friedhof

Józef Marek (* 10. März 1930 in Szczyrk; † 3. März 1978 in Breslau) war ein polnischer römisch-katholischer Geistlicher und Weihbischof in Breslau.

## Leben
Józef Marek empfing am 23. Juni 1957 das Sakrament der Priesterweihe für das Erzbistum Breslau.
Am 1. November 1973 ernannte ihn Papst Paul VI. zum Titularbischof von Tigillava und zum Weihbischof in Breslau. Der Erzbischof von Krakau, Karol Józef Kardinal Wojtyła, spendete ihm am 27. Dezember desselben Jahres im Breslauer Dom die Bischofsweihe; Mitkonsekratoren waren der Weihbischof in Breslau, Wincenty Urban, und der Bischof von Oppeln, Franciszek Jop.